# Наваджеро, Бернардо
Бернардо Наваджеро (итал. Bernardo Navagero; 1507, Венеция — 13 апреля 1565, Верона) — итальянский венецианский гуманист, дипломат, кардинал. Племянник поэта Андреа Наваджеро.
Происходил из знатной и богатой венецианской семьи, окончил университет в Падуе. Был женат на Истриане Ландо, племяннице дожа Пьетро Ландо, от которой имел двоих детей, но которая умерла через несколько лет после свадьбы.
Долгое время состоял на дипломатической службе: в частности, был послом при дворе императора Священной Римской империи Карла V (1543—1546), османского султана Сулеймана I Великолепного (1550—1552), папы Павла IV (1555—1558), императора Фердинанда I (1558) и короля Франции Франциска II (1559). В 1552 году был членом Совета десяти. 28 февраля 1561 года был возведён в кардиналы папой Пием IV. В 1562 году был назначен епископом Вероны. В 1563 году возглавил в качестве папского легата Тридентский собор.
В литературе известен несколькими речами и «Жизнеописанием папы Павла IV».